# Zincirlikuyu, Kulu
Zincirlikuyu là một thị trấn thuộc huyện Kulu, tỉnh Konya, Thổ Nhĩ Kỳ. Dân số thời điểm năm 2011 là 2.82 người.